# Chiara Consolini
Chiara Consolini (Peschiera del Garda, 20 maggio 1988) è una cestista italiana.
Alta 185 cm, gioca come guardia nella Virtus Eirene Ragusa.

## Carriera
Con Schio, il 3 aprile 2008, ha vinto l'EuroCup, in seguito alla vittoria di Schio a Mosca per 78-69. Il 3 maggio vince anche il campionato italiano, in seguito alla vittoria sulla Phard Napoli.
Nel 2012-2013, ha segnato 14 punti nella sfida di Supercoppa italiana vinta contro Taranto nel 2012; ha vinto poi anche la Coppa Italia nella finale contro Lucca e completato il treble con la conquista dello scudetto, sempre in finale contro Lucca, il 4 maggio.
Nel 2013-2014 torna a giocare a Umbertide, in veste di capitano.. Nel 2015 viene ingaggiata dalla Virtus Eirene Ragusa.

## Statistiche

### Cronologia presenze e punti in Nazionale
| Cronologia completa delle presenze e dei punti in Nazionale - Italia | Cronologia completa delle presenze e dei punti in Nazionale - Italia | Cronologia completa delle presenze e dei punti in Nazionale - Italia | Cronologia completa delle presenze e dei punti in Nazionale - Italia | Cronologia completa delle presenze e dei punti in Nazionale - Italia | Cronologia completa delle presenze e dei punti in Nazionale - Italia | Cronologia completa delle presenze e dei punti in Nazionale - Italia | Cronologia completa delle presenze e dei punti in Nazionale - Italia |
| Data                                                                 | Città                                                                | In casa                                                              | Risultato                                                            | Ospiti                                                               | Competizione                                                         | Punti                                                                | Note                                                                 |
| -------------------------------------------------------------------- | -------------------------------------------------------------------- | -------------------------------------------------------------------- | -------------------------------------------------------------------- | -------------------------------------------------------------------- | -------------------------------------------------------------------- | -------------------------------------------------------------------- | -------------------------------------------------------------------- |
| 14/07/2010                                                           | Cavalese                                                             | Italia                                                               | 61 - 45                                                              | Turchia                                                              | Amichevole                                                           | 4                                                                    | [ 8 ]                                                                |
| 16/07/2010                                                           | Cavalese                                                             | Italia                                                               | 76 - 73                                                              | Germania                                                             | Torneo amichevole                                                    | 18                                                                   | [ 9 ]                                                                |
| 17/07/2010                                                           | Cavalese                                                             | Italia                                                               | 62 - 69                                                              | Turchia                                                              | Torneo amichevole                                                    | 12                                                                   | [ 10 ]                                                               |
| 23/07/2010                                                           | Konya                                                                | Turchia                                                              | 51 - 67                                                              | Italia                                                               | Torneo amichevole                                                    | 10                                                                   | [ 11 ]                                                               |
| 24/07/2010                                                           | Konya                                                                | Lettonia                                                             | 66 - 68                                                              | Italia                                                               | Torneo amichevole                                                    | 0                                                                    | [ 12 ]                                                               |
| 25/07/2010                                                           | Konya                                                                | Slovacchia                                                           | 54 - 71                                                              | Italia                                                               | Torneo amichevole                                                    | 10                                                                   | [ 13 ]                                                               |
| 02/08/2010                                                           | Cagliari                                                             | Italia                                                               | 69 - 76                                                              | Croazia                                                              | Qual. Euro 2011 - Girone A                                           | 9                                                                    | [ 14 ]                                                               |
| 05/08/2010                                                           | Courtrai                                                             | Belgio                                                               | 78 - 73                                                              | Italia                                                               | Qual. Euro 2011 - Girone A                                           | 2                                                                    | [ 15 ]                                                               |
| 11/08/2010                                                           | Cagliari                                                             | Italia                                                               | 87 - 72                                                              | Lituania                                                             | Qual. Euro 2011 - Girone A                                           | 7                                                                    | [ 16 ]                                                               |
| 14/08/2010                                                           | Almere                                                               | Paesi Bassi                                                          | 60 - 70                                                              | Italia                                                               | Qual. Euro 2011 - Girone A                                           | 6                                                                    | [ 17 ]                                                               |
| 17/08/2010                                                           | Gospić                                                               | Croazia                                                              | 74 - 63                                                              | Italia                                                               | Qual. Euro 2011 - Girone A                                           | 9                                                                    | [ 18 ]                                                               |
| 20/08/2010                                                           | Cagliari                                                             | Italia                                                               | 67 - 57                                                              | Belgio                                                               | Qual. Euro 2011 - Girone A                                           | 16                                                                   | [ 19 ]                                                               |
| 26/08/2010                                                           | Kaunas                                                               | Lituania                                                             | 81 - 83                                                              | Italia                                                               | Qual. Euro 2011 - Girone A                                           | 7                                                                    | [ 20 ]                                                               |
| 29/08/2010                                                           | Cagliari                                                             | Italia                                                               | 68 - 59                                                              | Paesi Bassi                                                          | Qual. Euro 2011 - Girone A                                           | 4                                                                    | [ 21 ]                                                               |
| 16/02/2011                                                           | Parma                                                                | Italia                                                               | 63 - 77                                                              | World Stars                                                          | Amichevole                                                           | 4                                                                    | [ 22 ]                                                               |
| 28/05/2011                                                           | Taranto                                                              | Italia                                                               | 63 - 42                                                              | Svezia                                                               | Amichevole                                                           | 9                                                                    | [ 23 ]                                                               |
| 04/06/2011                                                           | Taranto                                                              | Italia                                                               | 76 - 55                                                              | Serbia                                                               | Qual. Euro 2011 - Additional T.                                      | 17                                                                   | [ 24 ]                                                               |
| 05/06/2011                                                           | Taranto                                                              | Italia                                                               | 57 - 78                                                              | Germania                                                             | Qual. Euro 2011 - Additional T.                                      | 2                                                                    | [ 25 ]                                                               |
| 07/06/2011                                                           | Taranto                                                              | Italia                                                               | 68 - 46                                                              | Belgio                                                               | Qual. Euro 2011 - Additional T.                                      | 6                                                                    | [ 26 ]                                                               |
| 08/06/2011                                                           | Taranto                                                              | Italia                                                               | 76 - 60                                                              | Romania                                                              | Qual. Euro 2011 - Additional T.                                      | 3                                                                    | [ 27 ]                                                               |
| 14/02/2012                                                           | Parma                                                                | Italia                                                               | 54 - 68                                                              | World Stars                                                          | Amichevole                                                           | 2                                                                    | [ 28 ]                                                               |
| 18-5-2013                                                            | Bourg-en-Bresse                                                      | Francia                                                              | 72 - 43                                                              | Italia                                                               | Amichevole                                                           | 4                                                                    | [ 29 ]                                                               |
| 19-5-2013                                                            | Roanne                                                               | Francia                                                              | 67 - 39                                                              | Italia                                                               | Amichevole                                                           | 2                                                                    | [ 30 ]                                                               |
| 20-5-2013                                                            | Clermont Ferrand                                                     | Francia                                                              | 82 - 58                                                              | Italia                                                               | Amichevole                                                           | 5                                                                    | [ 31 ]                                                               |
| 24-5-2013                                                            | Frosinone                                                            | Italia                                                               | 48 - 47                                                              | Bulgaria                                                             | Amichevole                                                           | 9                                                                    | [ 32 ]                                                               |
| 25-5-2013                                                            | Frosinone                                                            | Italia                                                               | 61 - 50                                                              | Bulgaria                                                             | Amichevole                                                           | 10                                                                   | [ 33 ]                                                               |
| 31-5-2013                                                            | Belgrado                                                             | Montenegro                                                           | 48 - 63                                                              | Italia                                                               | Torneo amichevole                                                    | 6                                                                    | [ 34 ]                                                               |
| 1-6-2013                                                             | Belgrado                                                             | Serbia                                                               | 53 - 73                                                              | Italia                                                               | Torneo amichevole                                                    | 8                                                                    | [ 35 ]                                                               |
| 2-6-2013                                                             | Belgrado                                                             | Canada                                                               | 50 - 52                                                              | Italia                                                               | Torneo amichevole                                                    | 3                                                                    | [ 36 ]                                                               |
| 5-6-2013                                                             | Mogilev                                                              | Ucraina                                                              | 69 - 60                                                              | Italia                                                               | Torneo amichevole                                                    | 7                                                                    | [ 37 ]                                                               |
| 7-6-2013                                                             | Mogilev                                                              | Serbia                                                               | 73 - 62                                                              | Italia                                                               | Torneo amichevole                                                    | 3                                                                    | [ 38 ]                                                               |
| 8-3-2014                                                             | Rimini                                                               | Italia                                                               | 56 - 62                                                              | World Stars                                                          | Amichevole                                                           | 2                                                                    | [ 39 ]                                                               |
| 17-5-2014                                                            | Pomezia                                                              | Italia                                                               | 51 - 59                                                              | Gran Bretagna                                                        | Amichevole                                                           | 2                                                                    | [ 40 ]                                                               |
| 18-5-2014                                                            | Pomezia                                                              | Italia                                                               | 48 - 60                                                              | Gran Bretagna                                                        | Amichevole                                                           | 3                                                                    | [ 41 ]                                                               |
| 23-5-2014                                                            | Castel San Pietro Terme                                              | Italia                                                               | 66 - 74                                                              | Bulgaria                                                             | Amichevole                                                           | 2                                                                    | [ 42 ]                                                               |
| 24-5-2014                                                            | Castel San Pietro Terme                                              | Italia                                                               | 77 - 79                                                              | Israele                                                              | Amichevole                                                           | 3                                                                    | [ 43 ]                                                               |
| 25-5-2014                                                            | Castel San Pietro Terme                                              | Italia                                                               | 82 - 72                                                              | Cina                                                                 | Amichevole                                                           | 13                                                                   | [ 44 ]                                                               |
| 26-5-2014                                                            | Castel San Pietro Terme                                              | Italia                                                               | 58 - 50                                                              | Paesi Bassi                                                          | Amichevole                                                           | 14                                                                   | [ 45 ]                                                               |
| 30-5-2014                                                            | Louvain-la-Neuve                                                     | Ucraina                                                              | 85 - 56                                                              | Italia                                                               | Torneo amichevole                                                    | 13                                                                   | [ 46 ]                                                               |
| 31-5-2014                                                            | Louvain-la-Neuve                                                     | Belgio                                                               | 76 - 51                                                              | Italia                                                               | Torneo amichevole                                                    | 10                                                                   | [ 47 ]                                                               |
| 1-6-2014                                                             | Louvain-la-Neuve                                                     | Paesi Bassi                                                          | 57 - 55                                                              | Italia                                                               | Torneo amichevole                                                    | 14                                                                   | [ 48 ]                                                               |
| 8-6-2014                                                             | Lucca                                                                | Italia                                                               | 66 - 58                                                              | Estonia                                                              | Qual. Euro 2015 - Girone C                                           | 9                                                                    | [ 49 ]                                                               |
| 12-6-2014                                                            | Coimbra                                                              | Portogallo                                                           | 54 - 52                                                              | Italia                                                               | Qual. Euro 2015 - Girone C                                           | 7                                                                    | [ 50 ]                                                               |
| 15-6-2014                                                            | Riga                                                                 | Lettonia                                                             | 70 - 59                                                              | Italia                                                               | Qual. Euro 2015 - Girone C                                           | 9                                                                    | [ 51 ]                                                               |
| 18-6-2014                                                            | Riga                                                                 | Estonia                                                              | 45 - 52                                                              | Italia                                                               | Qual. Euro 2015 - Girone C                                           | 0                                                                    | [ 52 ]                                                               |
| 22-6-2014                                                            | Ragusa                                                               | Italia                                                               | 65 - 52                                                              | Portogallo                                                           | Qual. Euro 2015 - Girone C                                           | 11                                                                   | [ 53 ]                                                               |
| 25-6-2014                                                            | Ragusa                                                               | Italia                                                               | 83 - 68                                                              | Lettonia                                                             | Qual. Euro 2015 - Girone C                                           | 5                                                                    | [ 54 ]                                                               |
| 28-12-2014                                                           | Schio                                                                | Italia                                                               | 61 - 59                                                              | Russia                                                               | Torneo amichevole                                                    | 9                                                                    | [ 55 ]                                                               |
| Totale                                                               |                                                                      | Presenze                                                             | 48                                                                   |                                                                      | Punti                                                                | 340                                                                  |                                                                      |

## Palmarès

### Squadra
- Campionato italiano: 4
Famila Schio: 2004-05, 2005-06, 2007-08, 2012-13
- EuroCup Women: 1
Beretta Famila Schio: 2007-08
- Coppa Italia: 3
Pall. Femm. Schio: 2013
Virtus Eirene Ragusa: 2016, 2019
- Supercoppa italiana: 1
Pall. Femm. Schio: 2012

### Individuale
- Premio Reverberi (Miglior giocatrice): 2016-17[56]